# 2001 DB106
2001 DB106, também escrito como 2001 DB106, é um objeto transnetuniano (TNO) que está localizado no cinturão de Kuiper, uma região do Sistema Solar. Ele é classificado como um cubewano. O mesmo possui uma magnitude absoluta de 6,4 e tem um diâmetro com cerca de 231 km.

## Descoberta
2001 DB106 foi descoberto no dia 28 de fevereiro de 2001 pelos astrônomos O. R. Hainaut, e A. C. Delsanti.

## Órbita
A órbita de 2001 DB106 tem uma excentricidade de 0,030 e possui um semieixo maior de 43,326 UA. O seu periélio leva o mesmo a uma distância de 42,043 UA em relação ao Sol e seu afélio a 44,609 UA.